# Marco Pérez Caicedo

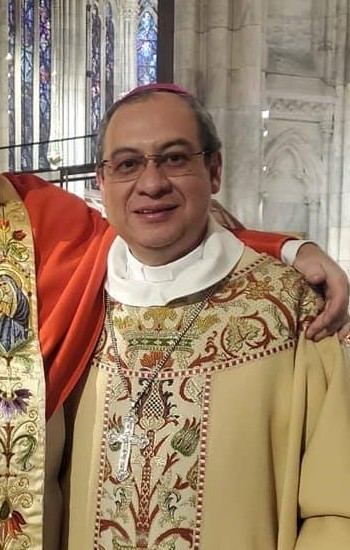
Marcos Pérez (2021).

Marco Pérez Caicedo (* 14. Juli 1967 in Daule) ist ein ecuadorianischer Geistlicher und römisch-katholischer Erzbischof von Cuenca.

## Leben
Marco Pérez studierte in Guayaquil und Rom. Der Erzbischof von Guayaquil, Juan Ignacio Larrea Holguín, weihte ihn am 19. März 1992 zum Priester. Nach einer Tätigkeit als Gemeindevikar wurde er 1998 Vizekanzler des Priesterseminars von Guayaquil, dessen Rektor er von 1999 bis 2002 war. 2004 erwarb er in Rom ein Lizenziat in Theologie.
Papst Benedikt XVI. ernannte ihn am 10. Juni 2006 zum Weihbischof in Guayaquil und Titularbischof von Traiectum ad Mosam. Die Bischofsweihe spendete ihm der Erzbischof von Guayaquil, Antonio Arregui Yarza, am 22. Juli desselben Jahres; Mitkonsekratoren waren Erzbischof Giacomo Guido Ottonello, Apostolischer Nuntius in Ecuador, und Raúl Eduardo Vela Chiriboga, Erzbischof von Quito. Am 10. Februar 2012 wurde er von Benedikt XVI. zum Bischof von Babahoyo ernannt. Am 14. September 2013 ernannte ihn Papst Franziskus zum Apostolischen Administrator von Guaranda, was er bis zum 15. August 2014 blieb. 2014 wurde er Vizepräsident der Ecuadorianischen Bischofskonferenz, was er bis 2017 blieb.
Am 20. Juni 2016 ernannte Papst Franziskus Pérez zum Erzbischof von Cuenca. Die Amtseinführung fand am 6. August desselben Jahres statt.